# Leonard Whiting
Leonard Whiting (* 30. června 1950 v Londýně) je britský herec, který se proslavil ve filmové verzi slavné Shakespearovy tragédie Romeo a Julie italského režiséra Franca Zeffirelliho z roku 1968. Jako Romeo si zde zahrál po boku mladičké britské herečky Olivie Hussey. Režisér Zeffirelli si ho vybral mezi více než třemi sty uchazeči, protože, jak sám prohlásil „Má nádhernou až sladkou tvář se schopností výrazu jemné melancholie, ideální typ idealistického mladého muže – přesně takového, jakým mohl skutečný Romeo být“. V době začátku natáčení bylo Leonardovi pouhých šestnáct let a za roli Romea získal hned následující rok Zlatý glóbus pro nejlepšího začínajícího herce (New Star of the Year – Actor).

## Životopis - chlapecká léta
Narodil se v londýnské čtvrti Wood Green jako jediný syn Arthura Leonarda Whitinga a irské imigrantky Peggy Joy O'Sullivanové. Má anglické, irské a částečně i romské předky, jak sám prozradil v jednom z rozhovorů s novináři . Proto i sám sebe hodnotí jako poněkud vznětlivého a horkokrevného. Jen několik týdnů před začátkem natáčení Romea a Julie dokončil studia na škole St.Richard of Chichester v Camdenu u Londýna.

## Kariéra
Poprvé si jej všiml divadelní agent při jednom nahrávání v rozhlasovém studiu. To mu bylo 12 let. Po tom, co ho slyšel zpívat, ho doporučil Lionelu Bartovi do jeho muzikálu Oliver! (na bázi novely Charlese Dickense Oliver Twist), protože Bart neustále potřeboval náhrady za chlapce v hlavní roli, kteří rychle odrůstali. Leonard pak skutečně 18 měsíců hrál roli zlodějíčka Artfula Dodgera ve jmenovaném muzikálu. Dalších 13 měsíců hrál herec dokonce v britském Národním divadle v Congreveho hře Láska pro lásku (Love for Love) a hostoval s touto hrou a celým souborem také v Moskvě a Berlíně.
Role Romea v Zeffirelliho verzi slavné Shakespearovy tragédie přinesla Leonardovi Whitingovi celoživotní popularitu. Novináři se také herce často dotazovali na jeho vztah k představitelce Julie v civilním životě a Whiting se mnohokráte přiznal k tomu, že byl do Olivie Hussey zamilovaný stejně jako Romeo do Julie , ale jejich životní cesty zamířily po natáčení a uvedení filmu do kin naneštěstí každá jinam. Dodnes však zůstali přáteli a občas se navštěvují.
Uprostřed 70. let minulého století si Whitinga všiml Alan Parsons, spolutvůrce studiových gramofonových nahrávek z londýnské Abbey Road. Zjistil, že herec velmi dobře zpívá a nahrál s ním jako hlavním vokalistou píseň The Raven (Krkavec) v rámci svého prvního samostatného hudebního projektu The Alan Parsons Project – alba Tales of Mystery and Imagination.
V současné době je Whiting úspěšným hudebním skladatelem, autorem velmi vydařených knih pro děti a znalcem shakespearovských děl.